# 마리나 로그비넨코
마리나 빅토로브나 로그비넨코(러시아어: Мари́на Ви́кторовна Логвине́нко, 1961년 9월 1일~)는 러시아의 사격 선수로 주 종목은 권총이다. 소련, 독립국가연합, 러시아 국가대표 선수로 활동했으며 올림픽에 4회 참가했다. 첫 올림픽 대회인 1988년 하계 올림픽에서 여자 10m 공기권총 동메달을 획득했고 1992년 하계 올림픽에서 여자 10m 공기권총과 여자 25m 권총 종목에서 금메달을 획득하면서 대회 2관왕에 올랐다. 이후 1996년 하계 올림픽에서 여자 10m 공기권총 부문 은메달, 여자 25m 권총 부문에서 동메달을 획득했다.
결혼 전 이름은 마리나 빅토로브나 도브란체바(러시아어: Мари́на Ви́кторовна До́бранчева)이다.